# Берёзово-Лукское муниципальное образование
Берёзово-Лукское муниципальное образование — сельское поселение в Духовницком районе Саратовской области Российской Федерации.
Административный центр — село Берёзовая Лука.

## История
Статус и границы сельского поселения установлены Законом Саратовской области от 27 декабря 2004 года № 92-ЗСО «О муниципальных образованиях, входящих в состав Духовницкого муниципального района».

## Население
| 2010  | 2011  | 2012  | 2013  | 2014  | 2015  | 2016  |
| ----- | ----- | ----- | ----- | ----- | ----- | ----- |
| 1652  | ↘1646 | ↗1658 | ↘1648 | ↘1604 | ↘1576 | ↘1542 |
| 2017  | 2018  | 2019  | 2020  | 2021  |       |       |
| ↘1520 | ↘1503 | ↘1476 | ↘1438 | ↘1390 |       |       |

## Состав сельского поселения
| № | Населённый пункт | Тип населённого пункта       | Население |
| - | ---------------- | ---------------------------- | --------- |
| 1 | Берёзовая Лука   | село, административный центр | ↘534      |
| 2 | Дубовое          | село                         | ↘458      |
| 3 | Теликовка        | село                         | ↘660      |